# Sad Wings of Destiny
Sad Wings of Destiny drugi je studijski album britanskog heavy metal sastava Judas Priest. Album je 23. ožujka 1976. godine objavila diskografska kuća Gull.

## Popis pjesama
| 1.    | »Victim of Changes«      | Al Atkins, Rob Halford, Glen Tipton, K.K. Downing | 7:54 |
| 2.    | »The Ripper«             | Tipton                                            | 2:51 |
| 3.    | »Dreamer Deceiver«       | Atkins, Halford, Tipton, Downing                  | 5:54 |
| 4.    | »Deceiver«               | Halford, Tipton, Downing                          | 2:43 |
| 5.    | »Prelude« (instrumental) | Tipton                                            | 2:02 |
| 6.    | »Tyrant«                 | Halford, Tipton                                   | 4:29 |
| 7.    | »Genocide«               | Halford, Tipton, Downing                          | 5:46 |
| 8.    | »Epitaph«                | Tipton                                            | 3:08 |
| 9.    | »Island of Domination«   | Halford, Tipton, Downing                          | 4:24 |
| 39:11 |                          |                                                   |      |

## Zasluge
Judas Priest
- Robert Halford — vokali, produkcija
- Alan "Skip" Moore — bubnjevi, produkcija
- Ian Hill — bas-gitara, produkcija
- K. K. Downing — gitara, produkcija
- Glenn Tipton — prateći vokali, gitara, klavir, produkcija

Ostalo osoblje
- Jeffrey Calvert — produkcija, inženjer zvuka
- Max West — produkcija
- Dave Charles — inženjer zvuka
- Patrick Woodroffe — naslovnica
- Chris Tsangarides — inženjer zvuka
- Lorentz Gullachsen — fotografija
- Alan Johnson — fotografija